# Gare de Flaxlanden
La gare de Flaxlanden est une gare ferroviaire française de la ligne de Paris-Est à Mulhouse-Ville, située sur le territoire de la commune de Zillisheim, dans le département du Haut-Rhin, en région Grand Est.
C'est une halte voyageurs de la Société nationale des chemins de fer français (SNCF) desservie par des trains TER Grand Est.

## Situation ferroviaire
Établie à 255 mètres d'altitude, la gare de Flaxlanden est située au point kilométrique (PK) 485,003 de la ligne de Paris-Est à Mulhouse-Ville, entre les gares de Zillisheim et de Brunstatt.

## Histoire
Avec l'arrivée du TGV Rhin-Rhône, il était prévu que la gare, ainsi que trois autres gares sur le tronçon Mulhouse-Belfort de la ligne de Paris-Est à Mulhouse-Ville, soit fermées, en raison d'un nouveau cadencement des TER locaux. Finalement, après discussions et la signature d'une pétition, il a été annoncé en mars 2011 que la gare sera maintenue en service avec 9 arrêts par jour.

## Fréquentation
De 2015 à 2024, selon les estimations de la SNCF, la fréquentation annuelle de la gare s'élève aux nombres indiqués dans le tableau ci-dessous.
| Année     | 2015   | 2016   | 2017   | 2018  | 2019  | 2020  | 2021  | 2022   | 2023   | 2024  |
| --------- | ------ | ------ | ------ | ----- | ----- | ----- | ----- | ------ | ------ | ----- |
| Voyageurs | 14 723 | 13 000 | 11 298 | 9 085 | 9 965 | 6 326 | 7 890 | 10 067 | 12 104 | 9 376 |

## Service des voyageurs

### Accueil
Halte SNCF, c'est un point d'arrêt non géré (PANG) à entrée libre.

### Desserte
Flaxlanden est desservie par des trains TER Grand Est, qui effectuent des missions entre les gares de Belfort et de Mulhouse-Ville. Elle est également desservie par la ligne CG68 des lignes de Haute-Alsace.

### Intermodalité
Un parking est aménagé à ses abords.